# Joel Eklund
Joel Oskar Anton Eklund, född 13 juli 1927 i Norsjö, död 5 september 2007 i Västerås, var en svensk friidrottare som tävlade i kulstötning. Han vann SM-guld i kulstötning 1958. Han tävlade för Västerås IK.